# Austrogomphus doddi
Austrogomphus doddi е вид водно конче от семейство Gomphidae.

## Разпространение
Видът е разпространен в Австралия (Куинсланд).